# Shohachi Ishii
Shohachi Ishii (jap. 石井庄八 Ishii Shohachi; ur. 20 września 1926 w Tokio, zm. 4 stycznia 1980) – japoński zapaśnik walczący w stylu wolnym. Mistrz olimpijski z Helsinek 1952 w kategorii 57 kg.